# Maria Roosen
Maria Lucia Cecilia («Maria») Roosen (Oisterwijk, Países Bajos, 2 de abril de 1957) es una escultora e ilustradora neerlandesa, al igual que diseñadora de joyas. Roosen trabaja principalmente con el vidrio y la acuarela.

## Trayectoria
Roosen se formó en el Instituto Moller (Tehatex) de Tilburg entre 1976 y 1981, y 1981 y 1983 estudió en la Academia de Arte de Arnhem. En 1995 fue invitada a participar en la Bienal de Venecia, donde expuso junto a Marlene Dumas y Marijke van Warmerdam. La presentación fue comisariada por Chris Dercon. Expuso en 1999 con Home is where the heart is en el Kunstvereniging Diepenheim de Diepenheim, en 2001 con Maria Roosen in Himmelblau en el Museo Groninger de Groninga, y en 2006 con Maria's Maria en el Stedelijk Museum Schiedam de Schiedam. También participó en la manifestación artística Sonsbeek 2001 en Arnhem en 2001.
Maria Roosen recibió el premio de escultura holandesa Wilhelminaring 2006 y realizó una obra para el Sprengenpark de Apeldoorn. En 2009, ganó el Premio Singer Oeuvre y mostró su obra en la exposición Maria Roosen. En 2020 recibió el premio Jeanne Oosting (acuarela).
La artista vive y trabaja en Arnhem. Fue profesora en la Academia Minerva de Groninga de 1992 a 2001, profesora invitada en la AKI de Enschede, la Hogeschool voor de Kunsten de Arnhem y la Academia Jan van Eyck de Maastricht. También es profesora del Departamento de Vidrio de la Gerrit Rietveld Academie de Ámsterdam. Roosen crea esculturas, instalaciones y arte conceptual. La mayoría de sus objetos son de vidrio y cerámica.

## Obras (selección)
- Ogen voor het Oosten (2000), Woningbouwvereniging het oosten, Sarphatistraat in Amsterdam
- 1 + 1 = 3 (2002), rotonte van Alen in Maasdriel
- Zonder titel (2003), Amsterdam
- Hoogtepunten (2003), Keuringsdienst van Waren in Woensel
- Centraalbeweging (2003), Diemen
- De Regenboog (2004), Antoni van Leeuwenhoekziekenhuis in Amsterdam
- Toiletten (2004), Rabo Theater in Hengelo
- De Madonna van Enschede (2005), Loenshof in Enschede
- Duiven (2005), Bibliotheek De Brugse Poort in Gent
- Spiegelbollen - Albert Cuyp (2006), Bagijnhof/J. de Wittstraat in Dordrecht
- Boomsieraad (2008), John F. Kennedypark in Apeldoorn
- Druiventros (2008), Achmea in Zeist
- Braamboot (2009), Singer Museum in Laren
- Borstentros (2010), Beeldenpark van Museum Arnhem in Arnhem
- Monument Anna Blaman - Eenzaam avontuur (2010) in Rotterdam
- Regenboogbrug over de Jansbeek (2019), Beekstraat in Arnhem

## Exposiciones (selección)
- 1995 - Marlene Dumas, Maria Roosen, Marijke van Warmerdam, Pabellón Neerlandés, Bienal de Venecia, Italia[2]
- 2014 - Kettingreacties, sieraden en fotografie van Claartje Keur, CODA, Apeldoorn

## Colecciones públicas
- Museo Arnhem, Arnhem[3]
- Museo Boijmans Van Beuningen, Rotterdam
- Museo Groninger, Groninga[4]
- Museo Het Noordbrabants, 's-Hertogenbosch[5]
- Museo Stedelijk de Schiedam, Schiedam[6]

## Galería

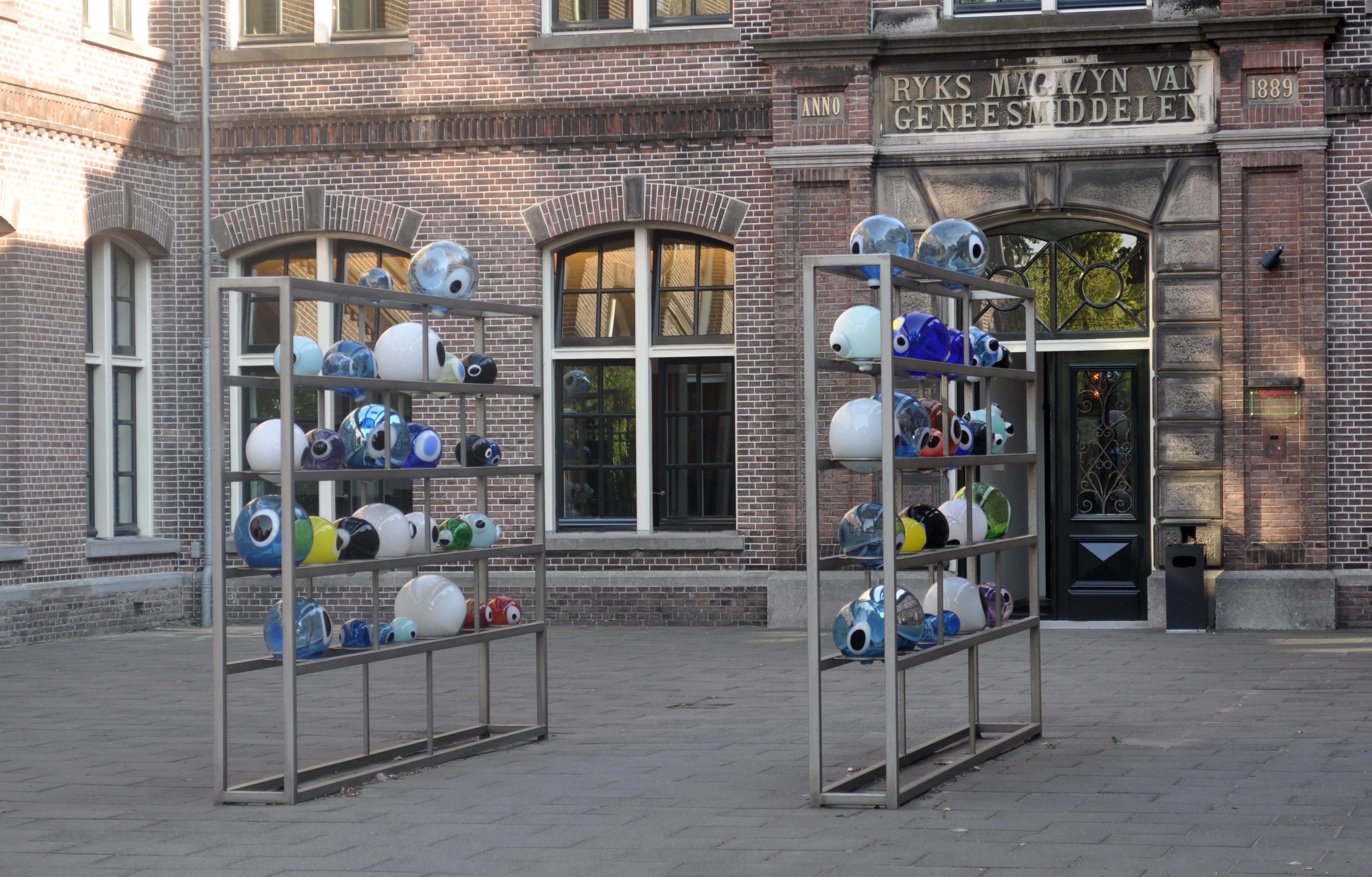
Ogen voor het Oosten (2000)
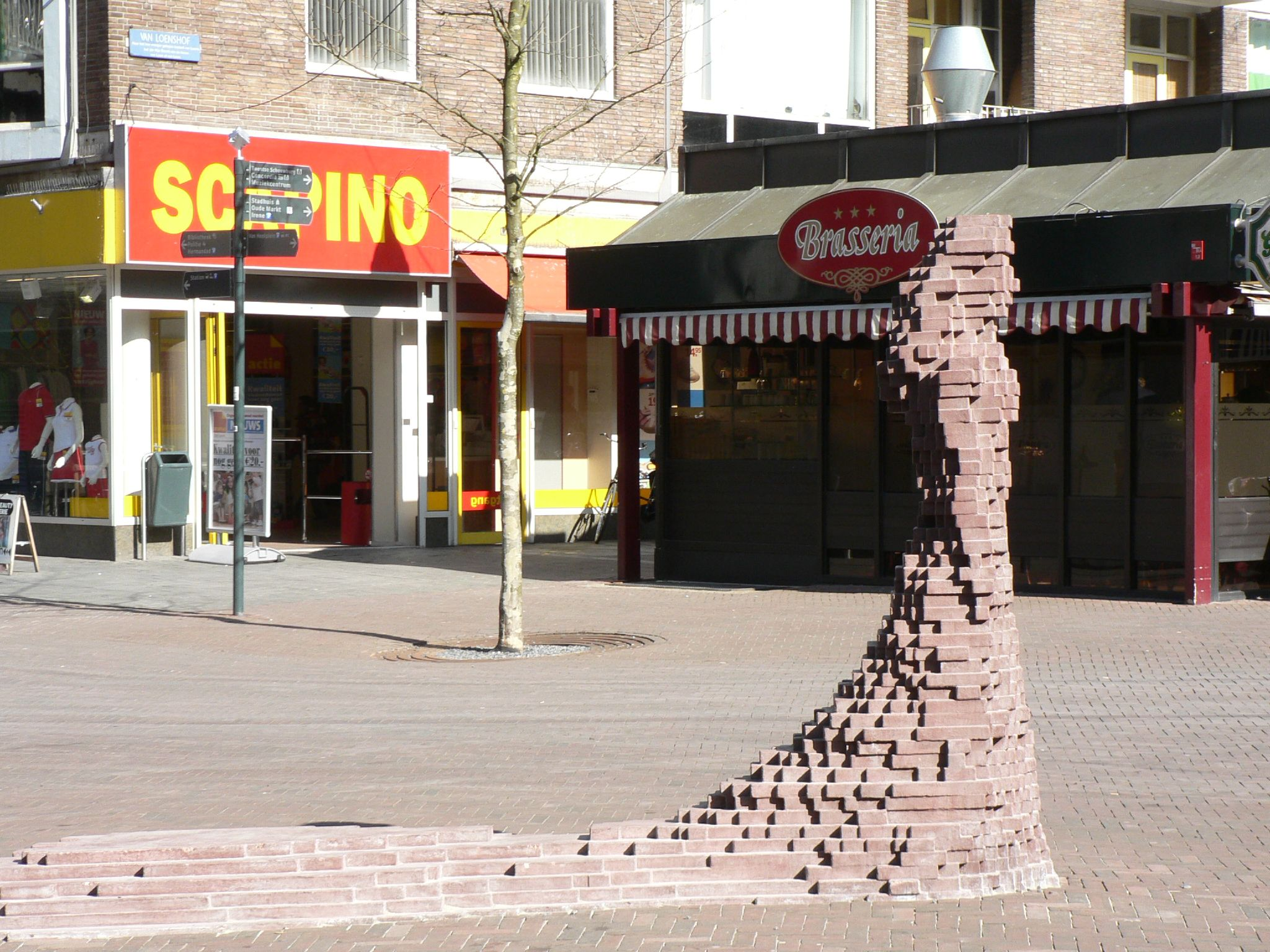
De Madonna van Enschede (2005)
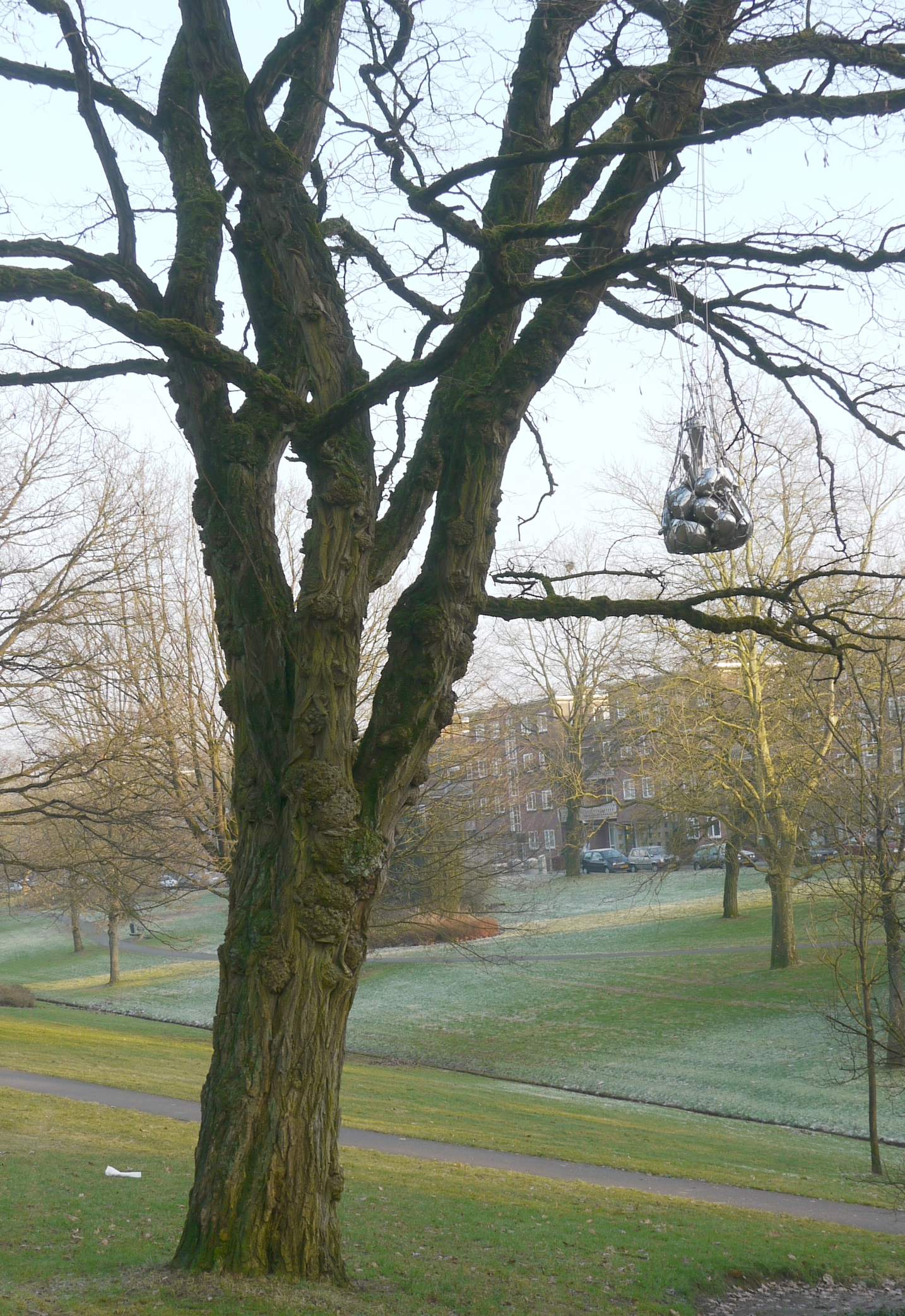
Boomsieraad (2008)
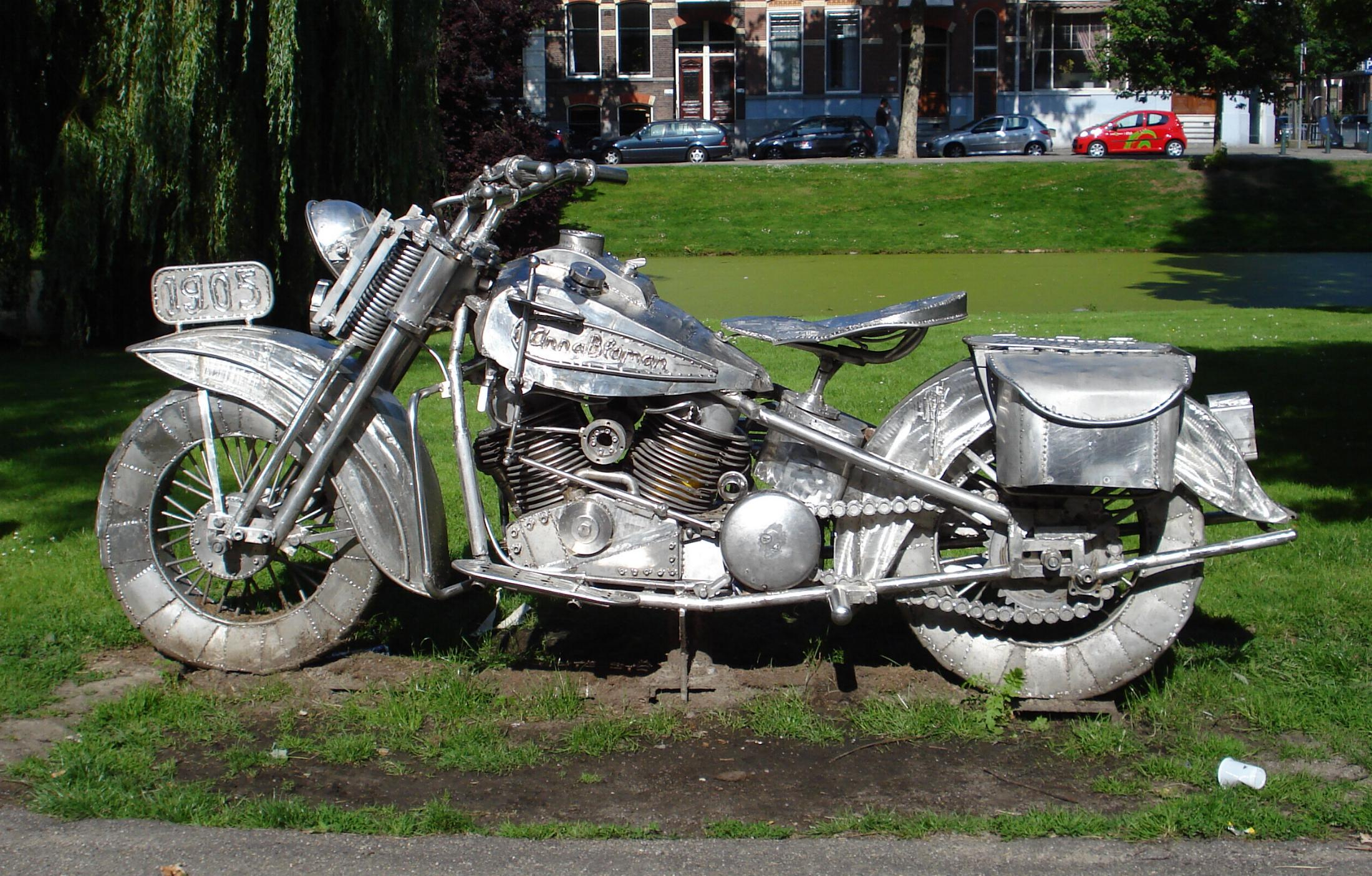
Eenzaam avontuur (2010)
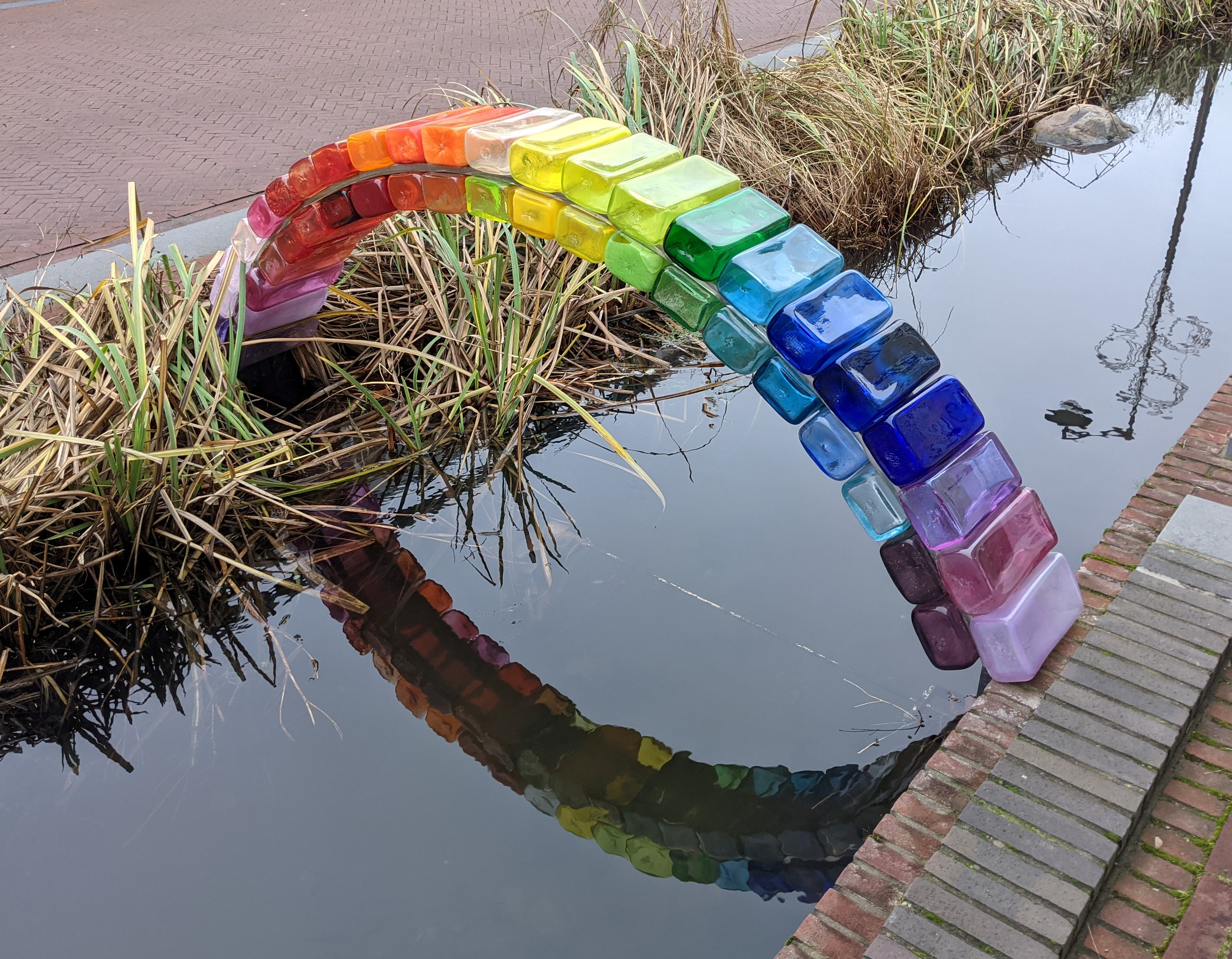
Regenboogbrug over de Jansbeek (2019)